# Pteris deltoidea
Pteris deltoidea är en kantbräkenväxtart som beskrevs av Edwin Bingham Copeland. Pteris deltoidea ingår i släktet Pteris och familjen Pteridaceae. Inga underarter finns listade.